# Lonjica
 Lonjica  falu Horvátországban Zágráb megyében. Közigazgatásilag Vrbovechez tartozik.

## Fekvése
Zágrábtól 28 km-re északkeletre, községközpontjától 8 km-re délnyugatra, a Vrbovecet Zágrábbal összekötő út mellett  fekszik. 

## Története
A település nevét a Lonja-patakról kapta, amely mellett fekszik.  A patak neve 1261-ben bukkan fel ebben a formában. 1517-ben Lonjica nemesi birtok, mely Dulepska, Negovec, Kalinovica és Verbovec birtokaival együtt Pucsich Katalinnak a birtoka és amelyek miatt ebben az időben rokonával Pucsich Mátyással állt perben. Lakossága 1591-ben a török támadása elől elmenekült. 1618 és 1628 között a szomszédos Peskoveccel együtt Vuk Gašić vezetésével Szlavóniából telepítették újra. Lakói ideköltözésük és a földek megművelése fejében Zrínyi Györgytől kiváltságokat és kilenc évre adómentességet kaptak. Az adómentesség lejártával évi két dukáttal és egyéb módon adóztak. Kiváltságaik fejében a rakolnok-verebóci nemesi bandériumba szolgálni tartoztak.
1857-ben 671, 1910-ben 914 lakosa volt. Alapiskoláját 1912-ben alapították. Trianonig Belovár-Kőrös vármegye Kőrösi járásához tartozott. 2001-ben 985 lakosa volt.

## Lakosság
| Lakosság változása | Lakosság változása | Lakosság változása | Lakosság változása | Lakosság változása | Lakosság változása | Lakosság változása | Lakosság változása | Lakosság változása | Lakosság változása | Lakosság változása | Lakosság változása | Lakosság változása | Lakosság változása | Lakosság változása |
| ------------------ | ------------------ | ------------------ | ------------------ | ------------------ | ------------------ | ------------------ | ------------------ | ------------------ | ------------------ | ------------------ | ------------------ | ------------------ | ------------------ | ------------------ |
| 1857               | 1869               | 1880               | 1890               | 1900               | 1910               | 1921               | 1931               | 1948               | 1953               | 1961               | 1971               | 1981               | 1991               | 2001               |
| 671                | 615                | 725                | 816                | 842                | 914                | 891                | 911                | 945                | 958                | 911                | 901                | 919                | 878                | 985                |

## Nevezetességei
Jézus Szíve kápolna.

## Külső hivatkozások
Vrbovec város hivatalos oldala